# Lybius chaplini
Il barbetto di Chaplin (Lybius chaplini S. Clarke, 1920) è un uccello della famiglia dei Libiidi originario dello Zambia.

## Descrizione
Questa specie in pericolo, che deve il nome ad un governatore coloniale, è stata recentemente ribattezzata barbetto dello Zambia per enfatizzare il suo status di unica specie endemica del paese. Ha una lunghezza di 19 cm e un peso di 64-75 g. Il suo piumaggio scompigliato è prevalentemente bianco, fatta eccezione per le macchie color rosso vivace attorno agli occhi, la coda nera e le ali nere dal margine giallo. In comune con gli altri barbetti, ha un becco robusto, che sbatte rapidamente mentre emette un coro di altre note vibranti e gracchianti. Il suo canto è costituito da uno schiamazzo rumoroso che va accelerando, emesso anche da un massimo di tre uccelli per volta.

## Distribuzione e habitat
Endemica dello Zambia, questa specie occupa un areale di 76.000 km² che si estende tra il corso superiore del fiume Kafue e la località di Kabanga nel distretto di Kalomo. Tuttavia, si ritiene che occupi solamente circa il 9% di quest'area. Vive quasi esclusivamente nella savana alberata aperta, dove sono più abbondanti gli alberi di fico.(Ficus sycomorus)

## Biologia
Il barbetto di Chaplin è un uccello gregario che condivide posatoi e va in cerca di cibo in gruppi territoriali composti da due a sei esemplari, comunicando in vari modi diversi. Durante la cerimonia di saluto, ad esempio, due o più uccelli si lanciano in una serie di rimbalzi, inchini, saltelli, dondolii e battiti d'ala, il tutto accompagnato da richiami altamente rumorosi. Ogni gruppo difende aggressivamente il proprio territorio, attaccando gli altri conspecifici o i membri di altre specie che osino invadere i loro alberi. Dal momento che gran parte della sua dieta è costituita da fichi, la presenza della specie è strettamente correlata con la distribuzione di questi alberi. Tuttavia, il barbetto mangia anche altri frutti e bacche, nonché una certa quantità di artropodi.
Durante la stagione riproduttiva, che ha luogo all'incirca tra agosto e novembre, i barbetti costruiscono nidi nelle cavità di alberi di fico secchi o ancora in vita. Conosciamo ben poco sulla biologia riproduttiva della specie, ma per certo sappiamo che ogni coppia depone da due a quattro uova, e che l'indicatore minore (Indicator minor) talvolta depone le proprie uova nei suoi nidi. Si tratta di una forma di parassitismo, comune in alcune specie di uccelli come gli indicatori, in cui normalmente i genitori ospiti si dedicano involontariamente alla cova delle uova e all'allevamento dei pulcini dell'altra specie, spesso a scapito della propria prole.

## Conservazione
L'agricoltura commerciale e la raccolta di legna da ardere sono responsabili di una sostanziale riduzione dell'habitat della specie. Di conseguenza, nel corso degli ultimi 20-30 anni, la specie ha subito un netto declino, sia per quanto riguarda l'estensione dell'areale che il numero di esemplari. Dato l'attuale tasso di perdita dell'habitat e l'esiguo numero di esemplari, stimato nel 2016 ad appena 5200 unità, la IUCN Red List ha recentemente riclassificato il barbetto di Chaplin da specie prossima alla minaccia (Near Threatened) a specie vulnerabile (Vulnerable).